# トルキスタンゴキブリ
トルキスタンゴキブリ（学名：Periplaneta lateralis）は、ゴキブリ科ゴキブリ属に属する昆虫の一種である。ペットの餌や飼育用としてレッドローチ名義で販売されるほか、昆虫食として食されることもある。

## 名称
Walker (1868)がエジプトを基産地としてPeriplaneta lateralisという学名で記載したが、Shelford (1910)はこれをトウヨウゴキブリのシノニムとした。しかしAdelung (1910)が本種をタイプにShelfordella属を新設したのち、Bey-Bienko (1950)にてS. tartara var. zarudnyi (Adelung, 1910)、S. ahngeri (Adelung, 1910)、Paraloboptera sillemi (Hanitsch, 1936)がS. tartaraと同一種とされた。その後Princis (1957)がShelford (1910)の処置を誤りとした上で、P. lateralisをコバネゴキブリ属 (Blatta)の独立種とし、P. tartara (Saussure, 1874)を本種のシノニムとした。このときShelfordella属はBlatta属の亜属として取り扱われており、学名はBlatta (Shelfordella) lateralis (Walker, 1868)とされた。
その後、Shelfordella亜属はBohn (1985)で属とされたが、以降の分子系統解析や神経生理学的解析では本種がゴキブリ属の派生種であることが示唆されており、Deng et al. (2023)ではShelfordella属自体がゴキブリ属のシノニムとされ、それにより本種の学名はPeriplaneta lateralisとされる。
和名はまず永田ほか (1982)が仮称としてチュウトウゴキブリの名を用いたが、木村ほか (2003)はアメリカ合衆国で正式英名とされるTurkestan cockroachに沿ってトルキスタンゴキブリという和名を提唱した。

## 形態

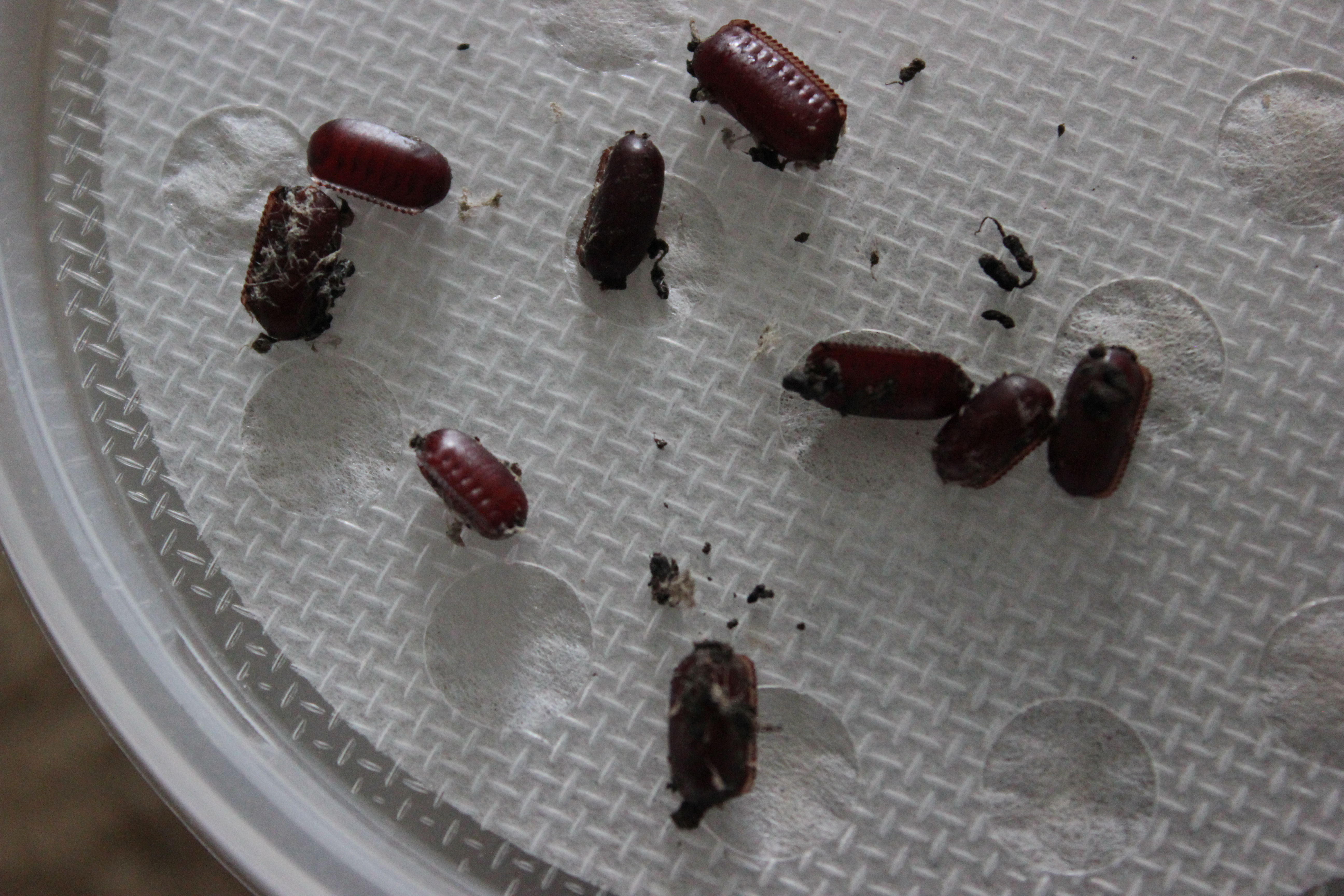
卵鞘の大きさは約8分の3インチ（約1センチ）である。

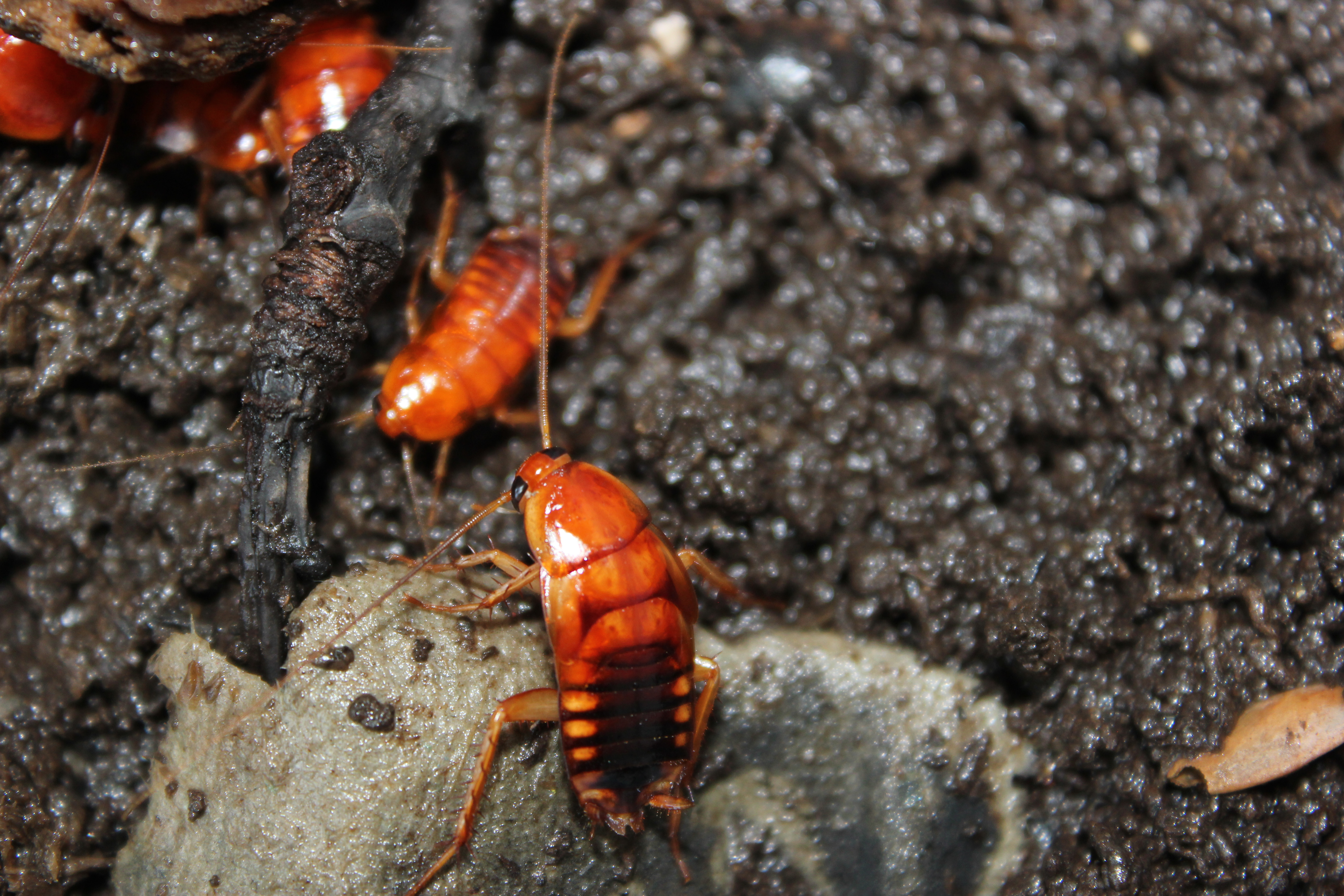
幼虫は雌雄似たり寄ったりな外見で、体色は茶褐色から赤褐色、やや黒ずんだ腹部を持つ。

成虫の体長は19 - 25ミリメートル（雄19 - 24ミリメートル、雌22 - 25ミリメートル）で、前翅長は4.6 - 23.5ミリメートル（雄21 - 23.5ミリメートル、雌4.6 - 6ミリメートル）。体長については15 - 28ミリメートルともされる。前翅の前縁基部には黄白色の斑紋が見られる。雌雄で大きく姿が異なり、雌は雄より翅が相当短く、やや厚みのある見た目をしている。
雄は全体として明るい黄褐色で、腹端を越える長さの前翅を持ち、ワモンゴキブリやコワモンゴキブリに似る。対して雌は光沢のある黒褐色で、前翅が後胸後縁に辛うじて達するか達しないか程度の長さしかなく、雌のヤマトゴキブリに似る。このように類似種はいるが、本種はそれらとは異なり、雌雄ともに爪間盤が退化していて、プラスチックなどの滑沢な垂直面を登ることができない。ただし木材など爪が引っかかる垂直面は登ることができるため、屋内に侵入できないわけではない。雌成虫はトウヨウゴキブリとも良く混同されるが、トウヨウゴキブリは黄白色の斑紋が無く、また本種より幅のある胸部を持つので、この点で区別できる。

## 分布
中央アジア、コーカサス山脈、アゼルバイジャン、イラン、カシミール、イラク、北東アフリカ、エジプト、パレスチナ、イスラエル、クウェート、アラブ首長国連邦、サウジアラビア、トルコ、キプロス、スーダン、リビア、インドのほか、外来種としてアメリカ合衆国、メキシコにも見られる。元来中近東の乾燥地帯に生息する種類だが、世界中に分布を広げており、生き餌として流通していることとの関連性が考えられている。
アメリカ合衆国では1978年にカリフォルニア州の陸軍倉庫で発見されたのが最初で、おそらく中東から軍人が帰るときに持ち込まれた。
日本では1979年に大阪府で採取され、以来近畿地方の港湾地帯を中心に散発的に報告されている。乾燥地帯に分布する本種が湿潤地帯の日本に定着するのは難しいとされていたものの、兵庫県などで定着が確認されている。

## 生態
生態や生活環はコバネゴキブリに似ていると言われる。夏季に多く、夜行性である。1ヶ月で4日 - 5日おきに5個の卵鞘を産んだ例が確認されており、その産卵速度は著しく大きい。雌成虫は生涯に2個から25個の卵鞘を産み、平均卵数は16.7 ± 0.14個である。
卵は摂氏20度の環境下では孵化せず、卵期間は25度で42日、30度で26日。孵化率は22度から30度で51%から83%へと高くなっていく一方で、33度では68%と低い。
平均幼虫期間は25度で雌136日、雄139日、30度で雌76日、雄73日、33度で雌62日、雄60日、羽化率はいずれも90%を超える。26.7 ± 2度で126 - 279日（雄は平均222 ± 25.1日、雌は平均224 ± 30.6日）だったとする研究もある。幼虫は5齢から8齢で羽化する。
成虫の寿命は約12か月、または26.7 ± 2℃で少なくとも13か月生きる。一般的に雌より雄の方がわずかに長く生きる。山地や都市にかかわらず、屋外に生息する一方で、アメリカ南部では下水溝で普通に見られる。水道や電気のメーターボックス、コンクリートのひび割れ部分や堆肥の山、落葉落枝、鉢植えの植物や下水道などに生息するが、時折屋内でも見かけられる。
雄は上から下へと滑空できるが、雌はできない（退化している）。
求愛行動では処女雌がペリプラノンまたはその類縁体を性フェロモンとして用い、これに誘引された雄は触覚で雌に触れて同種かどうか確認する。雄はこの性フェロモンに対して相当敏感であり、0.1フェムトグラム（1京分の1グラム）でも反応を示す。この感受性は入り組んだ閉鎖空間でもフェロモンを検出できるように発達したものと考えられる。

## 人間とのかかわり
飼育が容易であること、平滑な垂直面を登る能力がないことなどで扱いやすく、生き餌として爬虫類の飼育者から人気があり、日本では2000年代以降レッドローチとして普及するようになった。同じく生き餌に供されるアルゼンチンモリゴキブリ（デュビア）と同様に動きが緩慢で、繁殖も簡単である。爬虫類の餌としては、アミノ酸バランスが良い点、昆虫を餌とする爬虫類で不足しがちなアルギニン値が高い点、昆虫の中で比較的カルシウムとリンの比率が良い点が評価されている。
本種を用いた昆虫食としては、卵鞘を使った酒の例があるほか、アヒージョや生風チョコレートにして食されることがある。後者は味の主張が少なく比較的食べやすいと評される。